# خواجه‌باشیان
خواجه‌باشیان (نام علمی: Dipsacoideae) نام یک تیره از راسته میناسانان است.